# Supermarine 545
Supermarine 545 byl britský projekt nadzvukového stíhacího letounu z poloviny 50. let 20. století.

## Vznik a vývoj
Supermarine 545 byl pokračováním typu Supermarine Swift, který byl zamýšlen jako námořní stíhačka podle požadavků Air Ministry F.105D2. Měl srpkovitě tvarované křídlo a předpokládala se schopnost letu nadzvukovou rychlostí. Pohonnou jednotku představoval proudový motor Rolls-Royce Avon s přídavným spalováním, s eliptickým vstupem vzduchu, s centrálním kuželem, na špici trupu. Vstupní ústrojí představovalo největší viditelný rozdíl mezi typem 545 a jeho předchůdcem, který měl vstupy vzduchu do motoru na bocích trupu.
V únoru 1952 byly na základě kontraktu č. 6/Acft/7711 objednány u společnosti Supermarine dva exempláře. První, nesoucí sériové číslo XA181, byl v Hursley Park hotov, ale před zrušením zakázky 25. března 1956 nedošlo k jeho záletu. Objednávka druhého stroje, XA186, byla zrušena předtím než došlo k zahájení jeho stavby.

## Operační historie
Prototyp typu 545 byl společností Supermarine po dokončení v polovině 50. let uskladněn, a později byl koncem 50. let darován College of Aeronautics na letišti Cranfield v Bedfordshiru. Zde byl užíván jako pomůcka při výuce studentů leteckého inženýrství, a v roce 1967 byl sešrotován.

## Specifikace
Údaje podle The British Fighter since 1912

### Technické údaje
- Osádka: 1
- Délka: 14,33 m (47 stop)
- Rozpětí křídel: 11,89 m (39 stop)
- Hmotnost prázdného stroje: 6 073 kg (13 400 lb)
- Vzletová hmotnost: 9 139 kg (20 147 lb)
- Pohonná jednotka: 1 × proudový motor Rolls-Royce Avon RA.14R
- Výkon pohonné jednotky: tah 42 kN, 64 kN s přídavným spalováním

### Výkony (projektované)
- Maximální rychlost: 1381 km/h (746 uzlů, 858 mph, Mach 1,3) ve výši 11 000 m (36 000 stop)
- Maximální dolet: 4 180 km (2 600 mil)
- Praktický dostup: 16 000 m (53 000 stop)

### Výzbroj
- 2 × kanón ADEN ráže 30 mm